# گورستان لیسین سر
گورستان لیسین سر مربوط به هزاره اول قبل از میلاد است و در شهرستان رودسر، بخش رحیم آباد، روستای شرمدشت واقع شده و این اثر در تاریخ ۲۷ بهمن ۱۳۸۲ با شمارهٔ ثبت ۱۰۹۶۹ به‌عنوان یکی از آثار ملی ایران به ثبت رسیده است.